# Bundesstraße 64
Die Bundesstraße 64 (Abkürzung: B 64) verläuft von Telgte im Münsterland über Warendorf, Herzebrock-Clarholz, Rheda-Wiedenbrück, Rietberg, Delbrück, Paderborn, Höxter, Holzminden, Bad Gandersheim nach Seesen am Rande des Harzes.

## Geschichte
Die Bundesstraße 64 folgt der alten Postkutschen-Verbindung von Münster über Paderborn nach Kassel, die 1665 eingeführt wurde und im 18. Jahrhundert eine der wichtigsten Postverbindungen im westfälischen Raum darstellte und Anschluss hatte an die Postroute Braunschweig–Holzminden. Zur Erleichterung des Postverkehrs wurden im 18. Jahrhundert einige Postdämme gebaut, deren Überreste später durch Flurbereinigung zerstört wurden.
Der endgültige Ausbau der heutigen Straße wurde 1834 begonnen und 1836 auf der Teilstrecke von Münster nach Wiedenbrück vollendet. Zwischen 1850 und 1856 wurde auch die weiterführende Trasse von Wiedenbrück nach Paderborn zur Kunststraße ausgebaut. Im Jahre 1864 wurde mit dem Bau der Straße bei Brakel begonnen.
Seit 1886/87 verläuft die Warendorfer Bahn auf dem Streckenabschnitt Telgte–Rheda-Wiedenbrück direkt neben der Bundesstraße. Von Brakel bis Höxter verläuft die B 64 häufig direkt neben der Eggebahn (Altenbeken–Kreiensen).
Der östliche Teil dieser Bundesstraße wurde 1821 bis 1824 als Ost-West-Verbindung durch das Herzogtum Braunschweig erbaut und als Holzminder Chaussee bezeichnet.
Ursprünglich verlief die B 64 zwischen den Kreisstädten Holzminden und Höxter nicht gemeinsam mit der Bundesstraße 83, sondern östlich von Lüchtringen und ist heute die niedersächsische Landesstraße 550.
Ursprünglich führte die B 64 durch Engelade hindurch bis nach Seesen hinein. Ihr heutiges Ende erhielt sie mit dem Bau der Westharzschnellstraße von der Bundesautobahn 7 nach Bad Lauterberg im Harz in den 1970er Jahren.
Zwischen 1979 und 1980 wurde die 4,0 Kilometer lange Ortsumgehung von Bad Gandersheim für ca. 23,8 Mio. D-Mark errichtet.
Im Jahre 2007 betrug das Verkehrsaufkommen auf der B 64 in der Ortschaft Negenborn (Landkreis Holzminden) rund 7.250 Kraftfahrzeuge in 24 Stunden.

## Aktueller Ausbauzustand

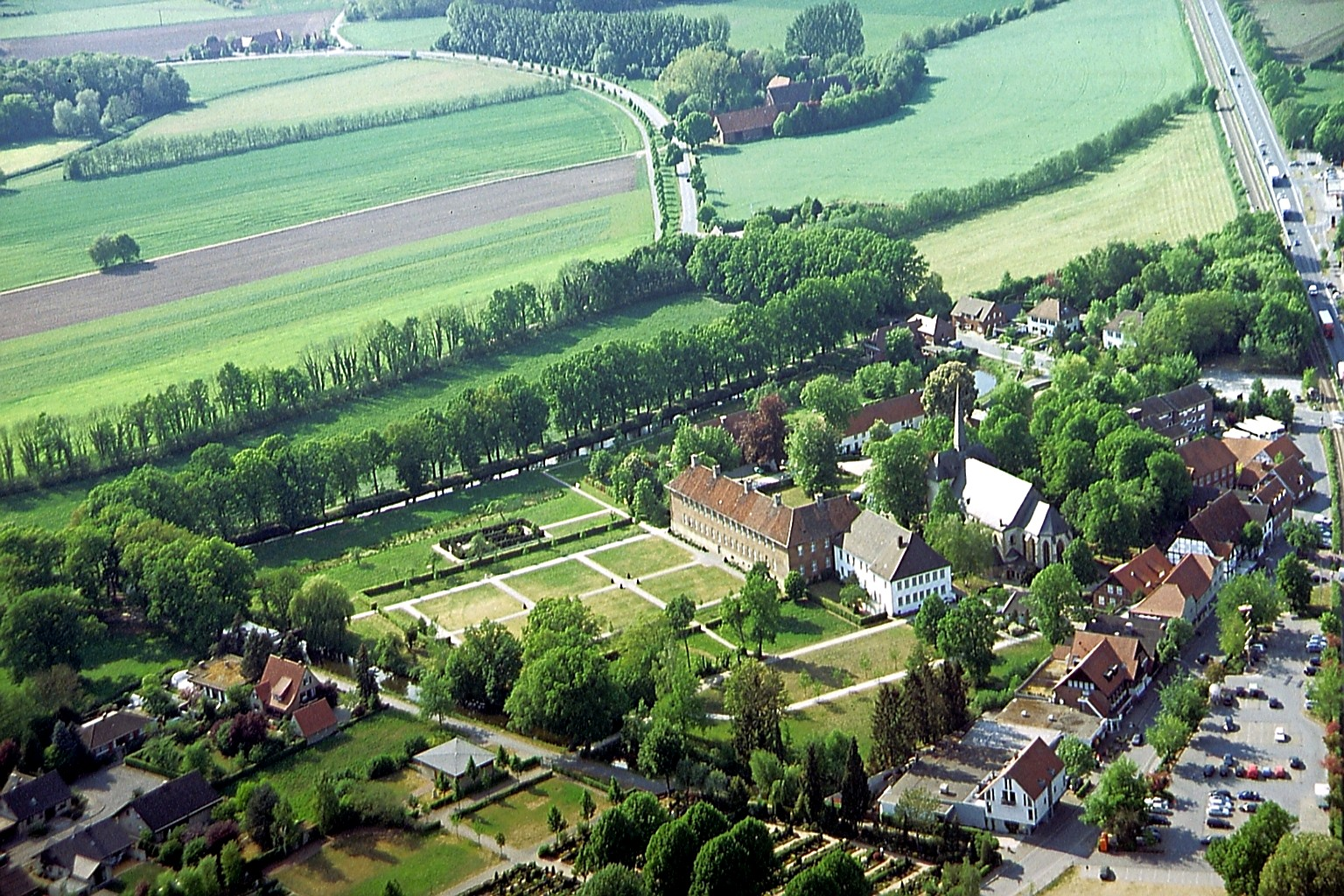
Clarholz, Luftaufnahme des Klostergeländes, oben rechts die B 64 mit der parallel verlaufenden Bahnstrecke

### Telgte bis Paderborn
Der Beginn der B 64 in Telgte an der Kreuzung mit der B 51 ist Teil der von dort 1986 verlängerten Umgehungsstraße. Vom Beginn der Straße bis nach Rheda-Wiedenbrück ist die Strecke teilweise mit breitem Randstreifen ausgebaut. Engere Abschnitte sind über mehrere Kilometer hinweg jedoch mit einem Tempolimit versehen, tagsüber gilt fast durchgehend eine Höchstgeschwindigkeit von 80 km/h. Keine Umgehungsstraßen gibt es in Warendorf, Raestrup, Beelen und Herzebrock-Clarholz. Die Umgehungsstraße von Rheda-Wiedenbrück ist teilweise autobahnähnlich ausgebaut und stellt eine Vorleistung der in den 1970er Jahren geplanten und mittlerweile verworfenen A 47 dar. Hier trifft die B 64 im Rahmen eines großzügigen Autobahnkreuzes als autobahnähnliche Straße auf die A 2, die B 61 und die B 55. Von Telgte bis Rheda wird die Bundesstraße durchgehend von der Bahnstrecke Münster-Rheda-Wiedenbrück begleitet. In allen Ortsdurchfahrten verschwenkt die Bahnstrecke weg von der Straße, außer in Raestrup und Clarholz, wo sie auch im Ort direkt straßenbegleitend verläuft.
Nach dem Kreuz ist die Strecke durchgängig mit einem breiten Randstreifen ausgebaut. Die beiden früher durchquerten Orte Rietberg und Delbrück haben Umgehungsstraßen. Trotz des durchgängig guten Ausbauzustandes gibt es immer wieder Tempolimits. Anschließend führt die Strecke an Sande vorbei, trifft kurz vor Paderborn auf die A 33 und teilt sich ihren Verlauf ab hier mit dieser Autobahn. Nach etwa fünf Kilometern hat die B 64 wieder ihren eigenen Verlauf und geht in die Südumgehung von Paderborn über. Hier ist die Trasse autobahnähnlich ausgebaut, allerdings ohne Standstreifen. In diesem Bereich ist die B 64 als gelbe Autobahn als Kraftfahrstraße ausgewiesen. Es gilt die Höchstgeschwindigkeit von 120 km/h. Der frühere Verlauf der B 64 in Paderborn vor dem Bau der Südumgehung führte quer durch die Innenstadt.

### Paderborn bis Höxter
Nach Paderborn schließt sich seit 2009 ein durchgehend dreistreifiger Ausbau bis nach Bad Driburg an. Von 2006 bis August 2009 wurde die gesamte Strecke saniert und die Fahrbahnoberfläche erneuert. Im Rahmen davon wurde nicht wie vor dem Umbau eine Markierung mit breitem Randstreifen aufgetragen, sondern stattdessen wurden drei Fahrstreifen markiert. Der als Kraftfahrstraße ausgewiesene Streckenteil über den Stellberg bei Bad Driburg wird im Winter bei starkem Glatteis vollgesperrt (eine entsprechende Umleitung ist dauerhaft ausgeschildert). Seit 2010 befindet sich in Höhe des Stellbergs eine Grünbrücke. Die 3,2-Millionen-Euro-Maßnahme wurde aus Mitteln des Konjunkturpaketes II finanziert. Ab der Umgehung Bad Driburg folgt ein zweistreifiger Ausbau mit breitem Randstreifen bis nach Herste. Im Bereich der 1995 freigegebenen Umgehungsstraße von Herste wurde die Fahrbahn 2020 komplett saniert und es wurden drei Fahrstreifen markiert. Danach folgt wieder ein zweistreifiger Ausbau mit breitem Randstreifen. Es folgen weitere Umgehungsstraßen (Istrup seit 1993, Riesel seit 1984 und Brakel seit 1985, sowie Hembsen seit 1990). Die Umgehungsstraßen sind auch alle als Kraftfahrstraßen ausgewiesen. Direkt neben der Neubaustrecke verläuft hier teilweise noch die ehemalige und sehr schmale B 64 aus Zeiten vor dem Ausbau, die mit Freigabe der neuen Strecke zur Kreisstraße K 50 herabgestuft wurde. Im Bereich der Umgehungsstraßen von Brakel und Hembsen bis zum Ausbauende wurde die gesamte Fahrbahn bis 2011 erneuert. Auch hier wurden anschließend drei Fahrstreifen markiert.
Nach der Ortsumgehung Hembsen und der dortigen großen Talbrücke liegt das Ende der gut ausgebauten Neubaustrecke. In der mit zahlreichen Warnschildern ausgestatteten engen Kurve wechselt die Straße wieder auf ihren alten Verlauf. Ab hier soll sich einmal übergangslos die weitere Neubaustrecke anschließen (siehe auch weiter unten bei den Ausbauplänen). Diese Lücke im Neubau erstreckt sich bis nach Höxter, und die Strecke ist immer noch (wie oben erwähnt) sehr schmal und teilweise auch kurvig. In Godelheim trifft die B 83 in einer innerörtlichen Kreuzung auf die B 64 und verläuft bis vor Holzminden mit der B 64 gemeinsam auf einer identischen Strecke. In Höxter verläuft die B 64/B 83 nicht mehr auf ihrer ursprünglichen und sehr engen Strecke quer durch den Stadtkern über die Stummrigestraße und die Marktstraße, sondern über eine Entlastungsstraße, die weiter westlich liegt. Ein erster Teil dieser Straße wurde 2011 von einer Verkehrsführung mit breitem Randstreifen auf vier Fahrstreifen ausgebaut. Der Rest der Entlastungsstraße in Höxter soll in den nächsten Jahren auf vier Streifen umgebaut werden. Trotz des großzügigen Ausbaus und Abbiegestreifen an den Kreuzungen ist der Verkehrsfluss sehr langsam. Auch diese Neubaustrecke verläuft durch die Stadt selbst und hat mehrere Ampelkreuzungen, an denen der Verkehr sich immer wieder staut.
Eine dieser Kreuzungen ist auch der Beginn der B 239, die von hier aus weiter nach Detmold führt. Da in Höxter eine direkte Auffahrt der Feuerwehr auf diese stark befahrene Straße besteht, gibt es hier Warntafeln, die im Einsatzfall den Verkehr vor den Einsatzfahrzeugen warnen.

### Höxter bis Seesen
Nach der Durchfahrt durch Höxter folgt wieder ein Ausbaustand mit breitem Randstreifen. Seit 2004 führt die neue Umgehungsstraße an der Tonenburg und Albaxen, Stahle, Holzminden, Allersheim, Bevern und Lobach vorbei, wobei sie ab der Abzweigung Tonenburg als dreistreifige Kraftfahrstraße ausgebaut ist. Bis zur Freigabe der Ortsumgehung Negenborn im April 2023 führte die B 64 mit einem engen Verlauf direkt durch den Ort und anschließend ansteigend am Kloster Amelungsborn vorbei. Bis nach Eschershausen folgen teilweise weitere Abschnitte in dreistreifiger Form.
Ab Eschershausen ist die Strecke teilweise mit Randstreifen ausgebaut. Engere Abschnitte sind über mehrere Kilometer hinweg jedoch mit einem Tempolimit versehen. In Vorwohle, Eimen, Wenzen, Brunsen, Greene und Kreiensen gibt es keine Umgehungsstraßen. Die Umgehungsstraße von Bad Gandersheim ist kreuzungsfrei, jedoch ohne Randstreifen ausgebaut. Ab deren Ende ist die B 64 wieder mit Randstreifen versehen, führt durch Seboldshausen und an Dannhausen vorbei, ab hier ist sie wieder dreistreifig ausgebaut, unterquert noch die A 7, wo die B 64 dann wenige Meter weiter, etwa fünf Kilometer vor Seesen (etwa 1 km vor dem Seesener Ortsteil Engelade), auf die gemeinsame Bundesstraße (B 243/B 248), die B 243 Hildesheim-Nordhausen und die B 248 Northeim-Dannenberg mündet.

#### Ortsumgehung Negenborn
Das Planfeststellungsverfahren für die 2,79 km lange Ortsumgehung Negenborn wurde am 1. April 2009 eingeleitet. Der Planfeststellungsbeschluss erging am 25. Juni 2010. Nachdem er durch die Einstellung eines Klageverfahrens rechtsgültig wurde, erfolgte am 7. Januar 2016 der erste Spatenstich und damit der Beginn der Bauarbeiten, für die Kosten von 16,7 Millionen Euro veranschlagt sind. Die Ortsumgehung sollte bis 2022 fertiggestellt werden, der letzte größere Auftrag für die noch ausstehenden Straßenbauarbeiten wurden Anfang Januar 2022 vergeben. Die Verkehrsfreigabe erfolgte schließlich am 14. April 2023.

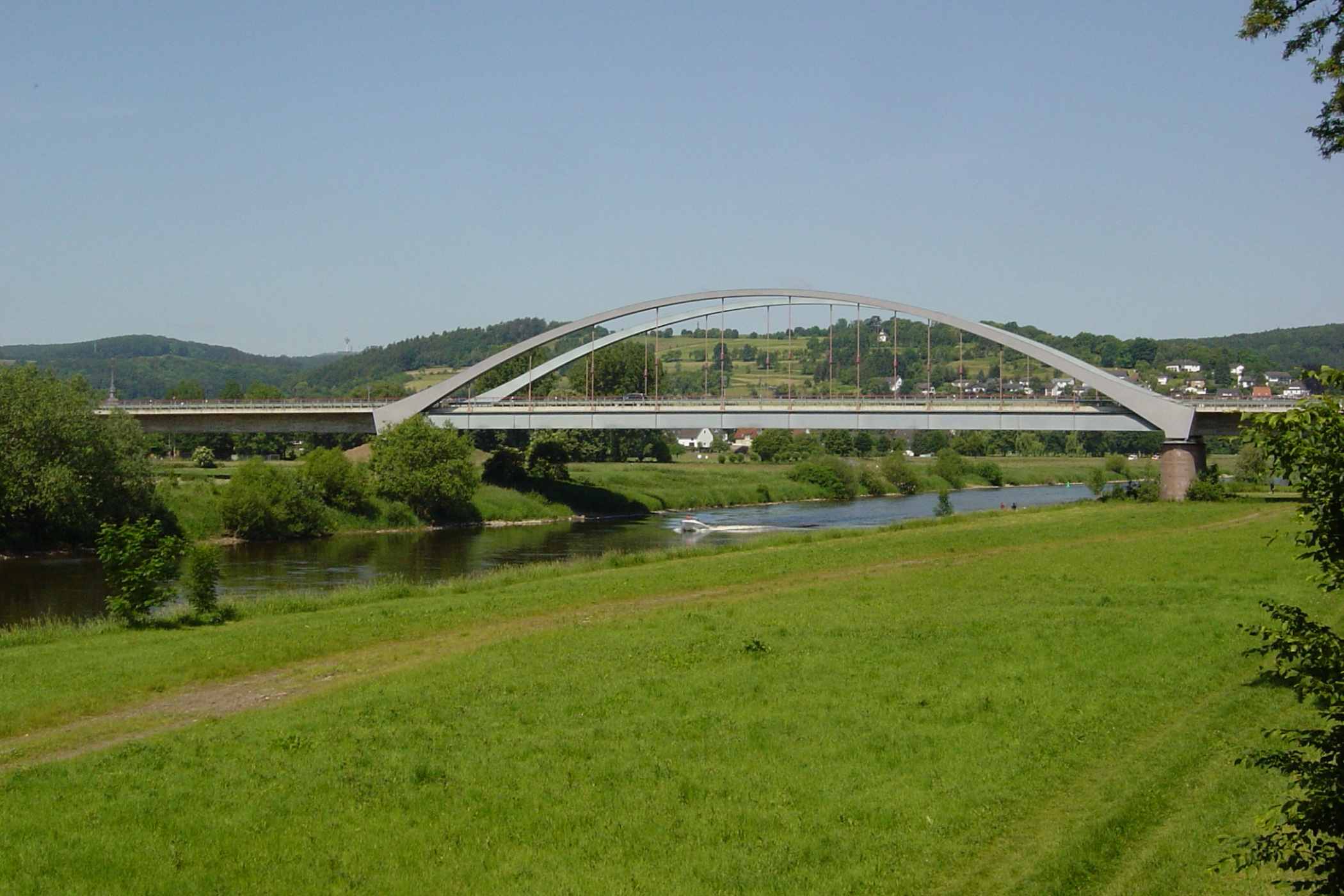
Weserbrücke zwischen Höxter-Stahle und Holzminden
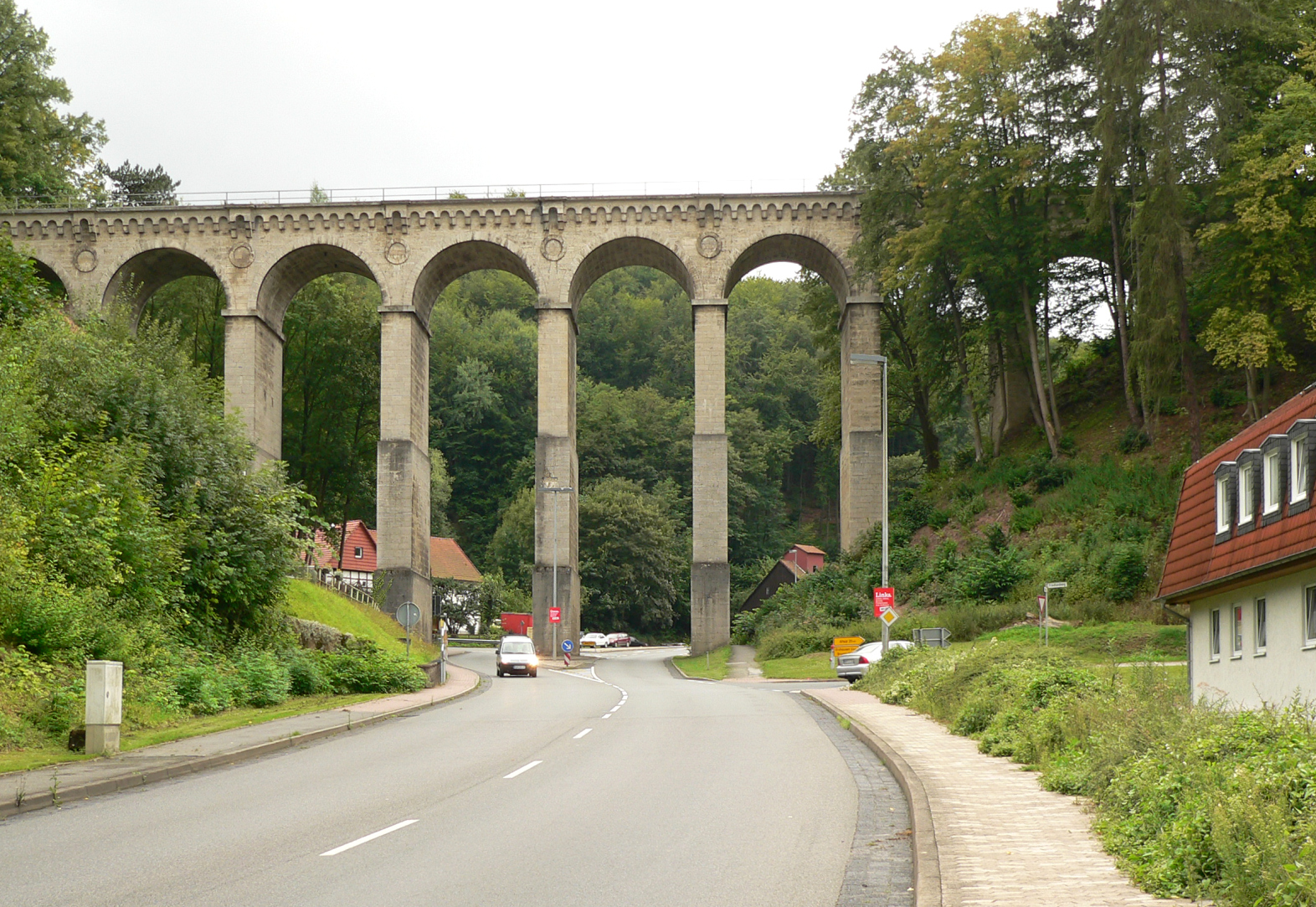
Die B 64 führt unter den Eisenbahnviadukt bei Greene

## Planungen für zukünftige Ausbauten

### Raum Warendorf/Rheda-Wiedenbrück
Im Raum Warendorf/Rheda-Wiedenbrück wird ein Ausbau der B 64 gefordert, um eine leistungsfähige Verbindung Münster–Bielefeld zu schaffen. Dazu sollen Warendorf, Beelen und Herzebrock-Clarholz umgangen werden. Unter dem Dach der IHK Nord Westfalen und der IHK Ostwestfalen zu Bielefeld haben sich die Befürworter zur Initiative B64 plus zusammengeschlossen. Zahlreiche Bürgerinitiativen stemmen sich gegen die Ausbaupläne, u. a. wegen des großen Flächenverbrauchs, der nur geringen Entlastungswirkung und damit den weiterhin hohen Verkehrsbelastungen auf den Ortsdurchfahrten und der starken Verlärmung bisher gering belasteter Wohn- und Erholungsgebiete. Bis in die 1970er Jahre war für diesen Bereich zwischen Münster und Rheda-Wiedenbrück sogar eine neue Strecke in Form einer Verlängerung der A 43 ab dem Autobahnkreuz Münster-Süd in Planung, die aber wegen zahlreicher Proteste nicht mehr realisiert werden wird. Diese Autobahn sollte bis zum inzwischen (im Ausbaustandard) realisierten Autobahnkreuz bei Rheda-Wiedenbrück gehen (siehe oben).
Eine fundierte Kritik zur Ausbauplanung und alternative Maßnahmenvorschläge in diesem Abschnitt liegt vom BUND NRW vor. Einen wesentlichen Punkt bei den Alternativen stellt der Ausbau der Warendorfer Bahn dar, bei der derzeit ein Stundentakt gefahren wird, wobei eine Verdichtung auf einen Halbstundentakt für möglich gehalten wird.

### Hembsen bis Höxter
Der Ausbau bzw. Neubau der B 64 ist wie oben erwähnt bis Hembsen fortgeschritten. Über den sogenannten Lückenschluss von dort bis nach Höxter wird mindestens seit den 1980er Jahren diskutiert. Im Jahr 2011 hat sich dazu der Verein Pro B64 Ausbau gegründet. Bei Demonstrationen in Ottbergen und Godelheim sicherten Vertreter von Stadt und Kreis Unterstützung für die Ausbauforderungen zu. Der Neubauabschnitt, der insgesamt 12,8 Kilometer lang ist, ist in drei Abschnitte aufgeteilt.
Der erste Abschnitt umfasst den 4,8 Kilometer langen Neubau der B 64/B 83 von Höxter bis Godelheim. Die hier zu bauende Straße soll eine Fahrbahnbreite von 12,5 Meter erhalten. Für diesen Abschnitt läuft bis zum 28. Oktober 2011 das Planfeststellungsverfahren. Problematisch ist in diesem Abschnitt das Naturschutzgebiet Taubenborn, vor allem aufgrund der dortigen Population von Kammmolchen. Kritisiert wird von Anwohnern Godelheims aber auch die ortsnahe Trassenführung.
Der zweite Abschnitt ist 8 Kilometer lang und umfasst die Strecke von Godelheim bis Ottbergen. Für diesen zweiten Abschnitt will der Landesbetrieb Straßen NRW die Planfeststellung im Jahr 2013 beantragen. Der dritte und letzte Abschnitt führt von Ottbergen bis zum derzeitigen Ausbauende bei Hembsen und ist ebenfalls 8 Kilometer lang. Hier soll die Planfeststellung im Jahr 2014 beantragt werden. Anderen Meldungen zufolge will die Landesregierung aber erst nach Ende des Planfeststellungsverfahrens zum Abschnitt eins entscheiden, ob das Projekt vorrangig oder nachrangig weiterverfolgt wird.

### Eschershausen
Am 24. September 2012 wurden das Planfeststellungsverfahren und die Ausschreibung des ersten Bauabschnitts für die Nordostumgehung Eschershausen eingeleitet. Danach soll die B 64 bei Wickensen die Stadt Eschershausen nordöstlich umgehen und zwischen Scharfoldendorf und südlich von Lüerdissen auf die bisherige B 240 durch einen Kreisverkehr münden. Die 4,576 km lange Strecke wird dabei weitgehend zweistreifig in einer Breite von 11 m gebaut. Gleichzeitig mit dem Neubau der B 64 in diesem Bereich ist auch ein 1,9 km langes neues Teilstück der B 240 geplant.